# Schillerdenkmal (München)

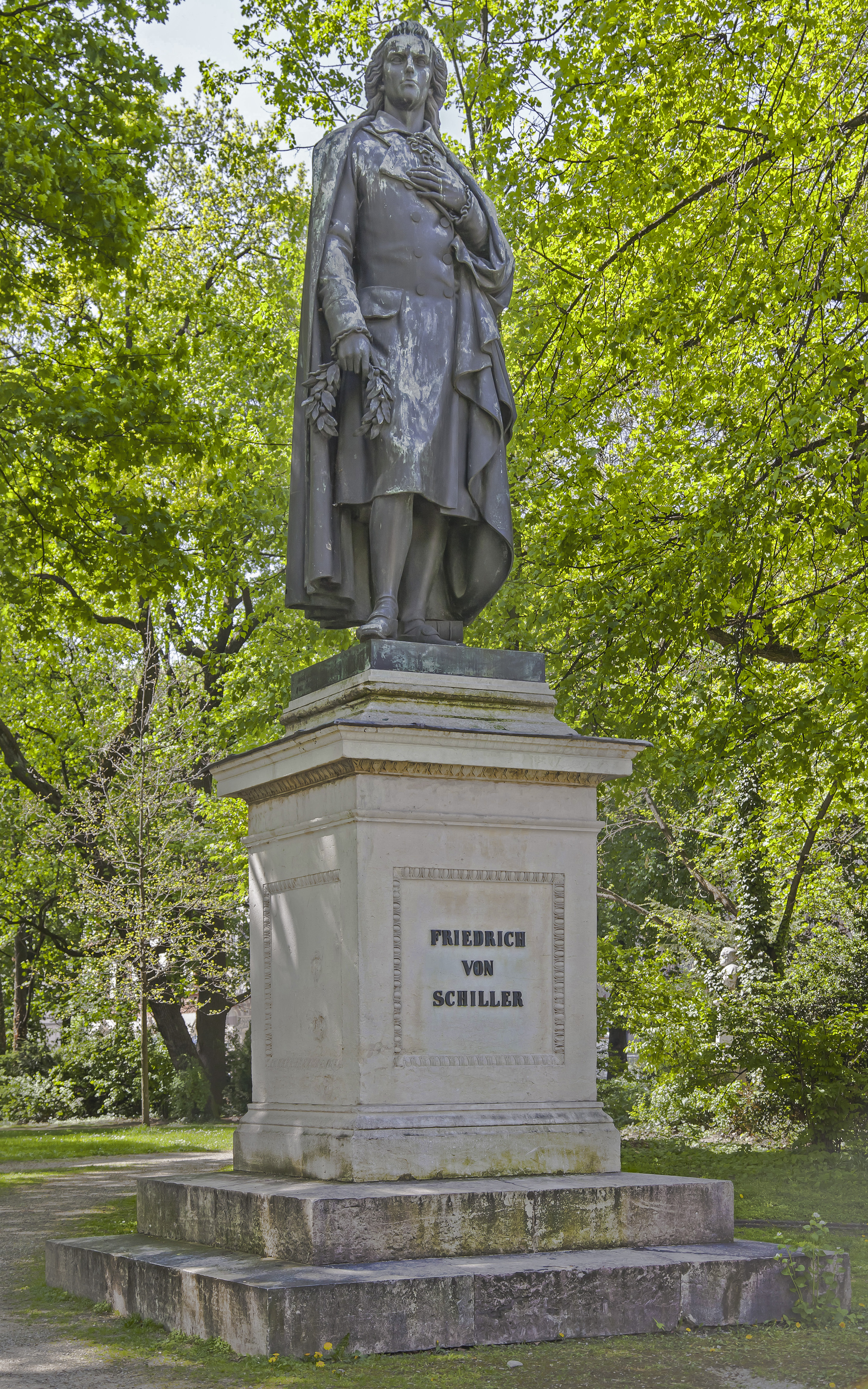
Schillerdenkmal

Das Schillerdenkmal in München befindet sich am Maximiliansplatz und ehrt den deutschen Dichter Friedrich Schiller. Es handelt sich um eine Bronzefigur auf Granitsockel mit Kalksteinstufen.

## Geschichte
Das Denkmal wurde von König Ludwig I. in Auftrag gegeben und von Max von Widnmann entworfen. Dieser verwendete als Vorlage für den Kopf die Schiller-Büste von Johann Heinrich von Dannecker. Gegossen wurde das Standbild von Ferdinand von Miller. Der Steinmetzmeister Heinrich Blum schuf das Piedestal aus Untersberger Marmor. Das Denkmal kostete  12.320 Gulden.
Am 9. Mai 1863 wurde das Denkmal aufgestellt und enthüllt. Es befand sich zunächst auf einer Grünanlage zwischen der Ausmündung des Maximiliansplatzes und der Briennerstraße. 1959 wurde es an das Nordostende der Maximiliansplatzanlagen verschoben.